# Caso 10-18-CN
El Caso N° 10-18-CN (Matrimonio entre personas del mismo sexo) es una consulta sobre constitucionalidad de norma que presentaron ante la Corte Constitucional en Ecuador para que evaluara la constitucionalidad del artículo 81 del Código Civil y del artículo 52 de la Ley Orgánica de Gestión de la Identidad y Datos Civiles, mismos que habían sido usados como argumento por el Registro Civil para negar la solicitud de matrimonio realizada por una pareja del mismo sexo.
La Corte emitió su sentencia el 12 de junio de 2019 y declaró inconstitucionales los artículos cuestionados en la consulta, en una decisión sustanciada por el juez Alí Lozada y que fue adoptada por la Corte con cinco votos a favor y cuatro votos salvados. El dictamen se emitió de forma simultánea al del Caso 11-18-CN, también relacionado con el matrimonio igualitario, y entró en vigencia con su publicación en el Registro Oficial, el 8 de julio del mismo año. Con la entrada en vigor de ambas sentencias, el matrimonio entre personas del mismo sexo en Ecuador quedó legalizado.
El caso se originó a partir de la acción de protección N° 17230-2018-11800, que fue presentada por Rubén Salazar y Carlos Verdesoto, dos hombres a quienes el Registro Civil negó una solicitud de matrimonio en 2018. Luego de la entrada en vigencia de la sentencia del caso, Salazar y Verdesoto contrajeron finalmente matrimonio el 15 de noviembre de 2019.

## Antecedentes
La batalla judicial por legalizar el matrimonio entre personas del mismo sexo en Ecuador inició en 2013, cuando la activista Pamela Troya y su novia intentaron contraer matrimonio en las instalaciones del Registro Civil de Quito. Luego de que su solicitud fuera negada, ambas presentaron una acción de protección en contra de la entidad. La misma llegó posteriormente hasta la Corte Constitucional, pero quedó estancada de forma indefinida.
En 2018, la iniciativa tuvo un nuevo empuje cuando un total de diez parejas conformadas por personas del mismo sexo presentaron acciones de protección para poder casarse en las ciudades de Quito, Guayaquil y Cuenca, como forma de litigio estratégico. Ocho de ellas fueron patrocinadas por la Fundación Pakta y dos por el Colectivo Jurídico  Feminista. De entre las diez acciones de protección, la octava fue presentada el 8 de agosto de 2018 por la pareja conformada por los ciudadanos Carlos Daniel Verdesoto Rodríguez y Rubén Darío Salazar Gómez y recibió el número de expediente 17230-2018-11800. Sería esta acción de protección en específico la que luego daría origen al Caso 10-18-CN.
El 16 de agosto de 2018, la jueza titular de la Unidad Judicial Civil de la parroquia Iñaquito, de la ciudad de Quito, que se encontraba tratando la acción de protección de Verdesoto y Salazar, decidió elevar una consulta sobre constitucionalidad de norma a la Corte Constitucional sobre los artículos 81 del Código Civil y 52 de la Ley Orgánica de Gestión de la Identidad y Datos Civiles, que habían sido señalados por el Registro Civil como justificación para negar la petición de matrimonio. El 22 de agosto del mismo año, la consulta fue remitida de forma oficial a la Corte Constitucional.

## Motivo de la consulta
La consulta fue elevada a la Corte Constitucional luego de que la jueza de primera instancia que trató la acción de protección interpuesta por Carlos Verdesoto y Rubén Salazar, concluyera que los artículos utilizados por el Registro Civil para negar su solicitud de matrimonio presuntamente violaban los derechos a la igualdad y no discriminación de los denunciantes garantizados en el artículo 424 de la Constitución de Ecuador y en la Convención Americana sobre Derechos Humanos. El primero de los apartados cuestionados fue el artículo 81 del Código Civil, que indicaba:

Art. 81: Matrimonio es un contrato solemne por el cual un hombre y una mujer se unen con el fin de vivir juntos, procrear y auxiliarse mutuamente.

La segunda norma cuestionada en la consulta fue el artículo 52 de la Ley Orgánica de Gestión de la Identidad y Datos Civiles, que señalaba:

Art. 52: Autoridad ante quien se celebra e inscribe el matrimonio. El matrimonio es la unión entre un hombre y una mujer y se celebra e inscribe ante la Dirección General de Registro Civil, Identificación y Cedulación. Fuera del territorio ecuatoriano, se celebra e inscribe ante el agente diplomático o consular, si al menos uno de los contrayentes es ecuatoriano.

## Proceso constitucional

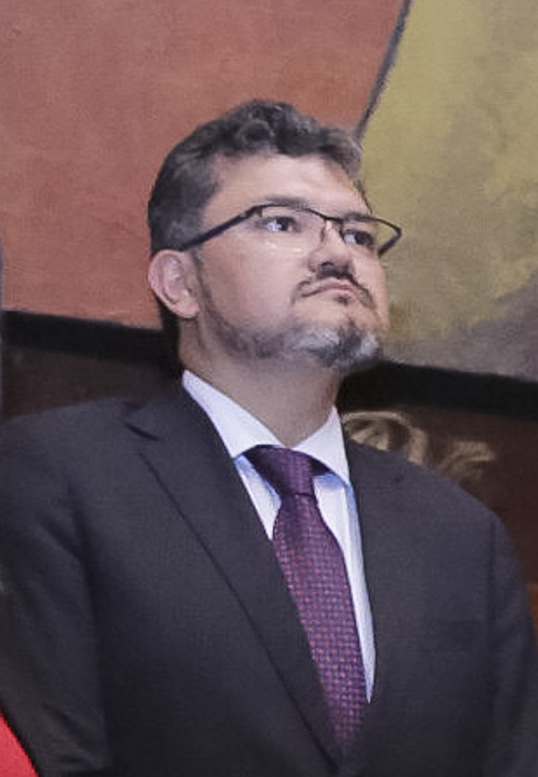
Alí Lozada, juez ponente del caso.

El 27 de marzo de 2019, la Corte Constitucional admitió a trámite la petición de la jueza de la Unidad Judicial Civil sobre la consulta de constitucionalidad de norma, lo que inició un plazo de 45 días para tratar la causa.
El 7 de mayo del mismo año, el juez Alí Lozada, quien había salido sorteado como juez ponente del caso, convocó a la audiencia pública del mismo para realizarse el 20 de mayo. Durante dicha audiencia, Verdesoto le expresó a la Corte que no se conformarían con la unión de hecho porque «no es igual a los derechos que tienen las parejas en el matrimonio» y que lo que él y Salazar querían era que su familia fuera reconocida.
El caso recibió 25 amici curiae, de los cuales 23 fueron presentados de forma oral en la audiencia pública del 20 de mayo, uno fue presentado tanto en forma oral como escrita y el último fue presentado solo en forma escrita. Entre las personas y entidades que presentaron estos recursos estuvieron los activistas Pamela Troya y Christian Paula, la Defensoría del Pueblo, la organización Colombia Diversa y las universidades SEK y UIDE.

### Sentencia del caso
La Corte Constitucional sesionó a puerta cerrada el 12 de junio de 2019 para decidir tanto el caso N° 10-18-CN como el N° 11-18-CN. Finalmente, se aprobó con cinco votos a favor y cuatro votos salvados la sentencia propuesta por el juez Alí Lozada, que declaró inconstitucionales los artículos cuestionados en la consulta y que de este modo legalizó el matrimonio entre personas del mismo sexo en el país. A favor de la sentencia votaron, además de Lozada, los jueces constitucionales Agustín Grijalva, Daniela Salazar, Karla Andrade y Ramiro Ávila Santamaría, mientras que los votos salvados fueron de los jueces Hernán Salgado, Carmen Corral, Enrique Herrería y Teresa Nuques.
En su dictamen, denominado oficialmente «Sentencia N° 10-18-CN/19», el juez Lozada razonó que para dirimir la consulta, se debía establecer si la constitución prohibía el matrimonio entre personas del mismo sexo, dejaba su legalización a potestad del poder legislativo u obligaba su reconocimiento. Sobre el primer punto, Lozada analizó el artículo 67 de la constitución, que aborda el matrimonio de parejas heterosexuales, y concluyó que el mismo no prohibía explícitamente el reconocimiento de matrimonios entre personas del mismo sexo y que no existía ningún principio constitucional que apoyara dicha interpretación. De acuerdo a Lozada, la constitución más bien garantizaba la protección de las familias y el desarrollo libre de la personalidad, además de los derechos a la privacidad y libertad de consciencia, principios contrarios a una prohibición del matrimonio igualitario.
Sobre la cuestión de si la constitución da libertad al poder legislativo sobre decidir o no legalizar el matrimonio entre personas del mismo sexo, el juez Lozada dijo que, aunque existía el principio de deferencia del legislador, las normas constitucionales que exigen la legalización del matrimonio entre personas del mismo sexo tenían prioridad. Adicionalmente, dictámenes internacionales como la Opinión Consultiva OC-24/17 habían garantizado también el derecho al matrimonio igualitario, por lo que no legalizarlo podría conllevar incluso consecuencias internacionales para el país.
Tomando en cuenta estos argumentos, la sentencia del juez Lozada declaró la inconstitucionalidad sustitutiva con efecto erga omnes del artículo 81 del Código Civil y del artículo 52 de la Ley Orgánica de Gestión de la Identidad y Datos Civiles, eliminando específicamente las frases «un hombre y una mujer» y «procrear» de estas normativas. También impeló a la Asamblea Nacional a actualizar las leyes relacionadas al matrimonio para garantizar la inclusión de los cónyuges del mismo sexo. De este modo, el dictamen de la Corte sustituyó el artículo 81 del Código Civil con el siguiente:

Art. 81: Matrimonio es un contrato solemne por el cual dos personas se unen con el fin de vivir juntos y auxiliarse mutuamente.

En cuanto al artículo 52 de la Ley Orgánica de Gestión de la Identidad y Datos Civiles, el nuevo texto quedó de la siguiente manera:

Art. 52: Autoridad ante quien se celebra e inscribe el matrimonio. El matrimonio es la unión entre dos personas y se celebra e inscribe ante la Dirección General de Registro Civil, Identificación y Cedulación. Fuera del territorio ecuatoriano, se celebra e inscribe ante el agente diplomático o consular, si al menos uno de los contrayentes es ecuatoriano.

### Votos salvados
El veredicto del Caso 10-18-CN contó con un voto salvado del juez constitucional Hernán Salgado, que recibió el apoyo de otros tres jueces. En su argumentación, Salgado indicó que en su criterio el artículo 67 de la constitución, el mismo que trata sobre el matrimonio heterosexual, era suficientemente claro y no cabía someterlo a interpretaciones. Por ende, Salgado afirmó que la opinión de la mayoría volvía posible que cualquier artículo de la constitución cuyo alcance fuera claro y específico, pudiera ser interpretado por la Corte. Dado esto y tomando en cuenta que de acuerdo a Salgado el artículo 67 era claro y establecía como condición para el matrimonio el que los contrayentes fueran un hombre y una mujer, el juez indicó que los artículos cuestionados en el caso no serían inconstitucionales, sino que estarían en armonía con el texto constitucional.
Salgado además señaló que, desde su lectura del dictamen, podría generarse un conflicto en su implementación, dado que el mismo indicaba que las parejas del mismo sexo podían contraer matrimonio pero a la vez le pedía a la Asamblea Nacional que aprobara cambios legales adicionales relacionados al tema. El juez indicó además que esta última parte también podría entrar en contradicción con la sentencia del Caso 11-18-CN, que dictaminó que no era necesario cambio legislativo alguno para que se inicie la celebración de matrimonios entre personas del mismo sexo.

## Reacciones
Los dictámenes de la Corte Constitucional en los casos 10-18-CN y 11-18-CN provocaron celebraciones por parte de los grupos a favor de los derechos de las poblaciones LGBT en las calles de distintas ciudades del país. No obstante, grupos religiosos y conservadores se pronunciaron en contra de las decisiones, entre ellos la Arquidiócesis de Quito, que emitió un comunicado el 14 de junio de 2019 criticando las sentencias luego de que el presidente de la Corte Constitucional, el juez Hernán Salgado, comunicara en una rueda de prensa que el matrimonio estaba ahora abierto a las parejas del mismo sexo. Durante las semanas siguientes, se organizaron además marchas en Guayaquil y Quito en contra de los dictámenes. Del otro lado y con motivo del Día Internacional del Orgullo LGBT, se realizaron también marchas a favor de las sentencias en varias ciudades.
El 21 de junio, el presidente Lenín Moreno se pronunció sobre el tema en un mensaje televisivo y afirmó que era tanto su deber como el de todos los ciudadanos el respetar las decisiones de la Corte Constitucional. Se refirió además a los miembros de la Corte como «jueces serios y honestos». Otra reacción vino de parte de la oficina de Derechos Humanos de la Organización de las Naciones Unidas (ONU), que envió un mensaje en que felicitó a los jueces de la Corte por «asumir con responsabilidad el desafío de construir puentes entre puntos de vista diversos sin dejar a nadie atrás».
El dictamen del caso entró en vigor con su publicación en el Registro Oficial, hecho que tuvo lugar el 8 de julio del mismo año y con lo que el matrimonio entre personas del mismo sexo en Ecuador quedó legalizado. El primer matrimonio entre personas del mismo sexo en el país tuvo lugar el 18 de julio de 2019 y fue celebrado por una pareja de mujeres que se casó en las instalaciones del Registro Civil de Guayaquil.